# Slave (polski zespół muzyczny)
Slave – zespół hardrockowy założony w połowie 2002 roku w Kielcach przez Pawła Reja i Rafała Sobierajskiego. Muzyka zespołu to połączenie ciężkich, gitarowych brzmień z muzyką etniczną, orientalną i elektroniczną.

## Historia
Pod koniec 2002 roku zespół zaprezentował debiutancki album Tribal Zone, którego założeniem było połączenie muzyki hardrockowej i muzyki świata – brzmień etnicznych i orientalnych. Album powstawał od 7 do 29 listopada 2002 we własnym studiu zespołu.
Rozwinięciem koncepcji Tribal Zone, był produkowany dużo dłużej – w okresach 25 kwietnia – 12 maja i 25 czerwca – 12 października 2003 album beta.core. Nacisk położono na ciężkie, brudne brzmienie i rytmikę. Album prezentował głębszy charakter etniczny niż Tribal Zone. Pierwszy album nagrywany był przy pomocy wielu sampli i rozwiązań elektronicznych, natomiast beta.core zawierał żywe brzmienie djembe, didgeridoo czy berimbau. Zrezygnowano również z syntetycznego basu w pracy studyjnej. Do albumu dołączony został track multimedialny. Kilka dni po ukazaniu się materiału grupa wystąpiła w programie „Rower Błażeja” w TVP1 z utworem „#2” oraz po raz kolejny w połowie roku 2004 z utworem „esclavo”.
W listopadzie 2004 roku ukazała się kolejna produkcja grupy zatytułowana THE SOUNDTRACK PROJECT. Materiał był rejestrowany w okresie 12 czerwca – 14 września 2004 i zawiera mniej brzmień etnicznych, na rzecz eksperymentów elektronicznych (Between the Worlds, Fading Away) wplatania elementów muzyki flamenco i reggae (Cantante da Musica) oraz odniesień kulturowych i religijnych (The Baptist). Album w przeciwieństwie do poprzednich nie zawiera skitów oraz wystąpień gościnnych. Do albumu dołączone zostały materiały multimedialne. Proces rejestracji, miksu i masteringu zrealizowany został całkowicie w studiu nagraniowym zespołu, jak w przypadku obu wcześniejszych albumów. Wszystkie albumy zostały wyprodukowane i wydane przez zespół własnym sumptem. 
Zespół nie prowadził aktywności od 2005. W 2012 miała miejsce reaktywacja, grupa zagrała koncerty w miastach, z którymi jest związana - w Kielcach, Pińczowie i Warszawie. 5 grudnia 2012 roku zespół świętował 10 rocznicę premiery pierwszej płyty, tego dnia album THE SOUNDTRACK PROJECT zaprezentowany został w odświeżonej wersji XY Edition, udostępniony do pobrania za darmo z nowej, jubileuszowej strony internetowej grupy. 

## Dyskografia

### Albumy studyjne
- Tribal Zone (2002)
- beta.core (2003)
- THE SOUNDTRACK PROJECT (2004) / THE SOUNDTRACK PROJECT XY Edition (2012)

### Single
- #2 (2003 – utwór zarejestrowany kilka tygodni przed sesją beta.core, dołączony do albumu)